# Il passato (film 2013)
Il passato (Le Passé) è un film del 2013 diretto da Asghar Farhadi.
La pellicola è stata presentata in concorso alla 66ª edizione del Festival di Cannes, dove è stata premiata l'attrice protagonista Bérénice Bejo con il Prix d'interprétation féminine. Il film è stato scelto - tra le polemiche dell'Agenzia per la promozione del cinema iraniano, che lo considera di fatto un film francese e avrebbe preferito altri titoli più allineati - per rappresentare l'Iran nella categoria per il miglior film straniero all'86ª edizione dei Premi Oscar tenutasi il 2 marzo 2014.

## Trama
Ahmad torna a Parigi per firmare definitivamente il divorzio con Marie. Nel corso del film gli sposi dichiarano più volte di voler chiudere con il passato. Ma stranamente Marie non ha prenotato un albergo per Ahmad, e lo convince a dormire sotto il suo stesso tetto. Asghar Farhadi sembra dirci che - nonostante gli sforzi di ognuno di noi - il passato si accumula, più che passare.
Marie è una giovane donna che lavora in farmacia e vive con le due figlie, Lucie e Léa, avute dal primo marito belga. Vorrebbe sposarsi con il suo nuovo compagno Samir che, a sua volta, ha un figlio piccolo, Fouad, e una moglie in coma da otto mesi per un tentato suicidio. Abitano tutti in una villetta alla periferia di Parigi, dove la normale confusione domestica è aggravata da lavori di ristrutturazione e dal continuo tramestio delle cose che, come le vite dei rispettivi proprietari, sembrano avere una collocazione incerta e in continuo mutamento.
Ahmad, avendo vissuto assieme a Lucie e Léa per molti anni, gode del loro affetto. Proprio per questo, è l'unico che riesce a parlare con Lucie, ora adolescente, che odia Samir e vuole impedirne ad ogni costo il matrimonio con la madre. Ahmad è tornato dall'Iran, dove si era rifugiato in seguito alla separazione. È un cittadino iraniano informato, colto e sensibile, che rivolge alla società francese - e alla sua (ex) famiglia allargata - uno sguardo compassionevole e preoccupato per le debolezze e i meschini segreti di tutti. Sembra convinto che, come dice il Vangelo, "La verità vi farà liberi" (Giovanni 8:32). Ma qui ognuno ha la propria verità e nessuno è veramente disinteressato. Nemmeno Ahmad, che vorrebbe rivalutare il proprio passato, viene accusato di essere un ipocrita da Marie, che si rifiuta di stare al gioco da lei stessa iniziato.

## Produzione
Le riprese del film iniziano l'8 ottobre 2012 e terminano l'11 gennaio 2013 ed il film è ambientato a Parigi, dove si svolgono le riprese.
Il budget del film è di circa 11 milioni di dollari.

### Cast
L'attore protagonista Ali Mosaffa ha iniziato a studiare la lingua francese solo due mesi prima di iniziare le riprese, mentre il regista Asghar Farhadi non ha mai imparato la lingua e seguiva gli attori valutandoli soprattutto dall'intonazione della loro voce.
Per il ruolo di Marie l'idea iniziale era di scritturare Marion Cotillard che però ha dovuto rifiutare per altri impegni lavorativi.

## Distribuzione
La pellicola viene presentata il 17 maggio 2013 durante la 66ª edizione del Festival di Cannes, dove ha concorso.
La pellicola è stata distribuita nelle sale italiane a partire dal 5 dicembre 2013 dalla BiM Distribuzione.

## Accoglienza

### Critica
Sull'aggregatore Rotten Tomatoes il film riceve il 93% delle recensioni professionali positive con un voto medio di 8,13 su 10 basato su 154 critiche, mentre su Metacritic ottiene un punteggio di 85 su 100 basato su 41 critiche.

## Riconoscimenti
- 2014 - Golden Globe
  - Candidatura per il miglior film straniero (Iran)
- 2013 - Festival di Cannes
  - Prix d'interprétation féminine a Bérénice Bejo
  - Premio della Giuria Ecumenica ad Asghar Farhadi
  - Candidatura per la Palma d'oro
- 2014 - Satellite Award
  - Candidatura per il miglior film straniero
- 2014 - Critics' Choice Awards
  - Candidatura per il miglior film straniero
- 2014 - Premio César
  - Candidatura per il miglior film
  - Candidatura per il miglior regista a Asghar Farhadi
  - Candidatura per la migliore attrice protagonista a Bérénice Bejo
  - Candidatura per la migliore sceneggiatura originale a Asghar Farhadi
  - Candidatura per il miglior montaggio a Juliette Welfling
- 2014 - Premio Magritte
  - Premio Magritte per la migliore promessa femminile a Pauline Burlet